# Copa del Món de Futbol de 1950 - Grup 1
El Grup 1 de la Copa del Món de Futbol 1950, disputada al Brasil, estava compost per quatre equips, que s'enfrontaren entre ells amb un total de 6 partits. Quan acabaren aquests partits, l'equip amb més punts es classificà per a la fase final.

## Integrants
El grup 1 està integrat per les seleccions següents:
| Brasil | Iugoslàvia | Suïssa | Mèxic |
| ------ | ---------- | ------ | ----- |

## Classificació
| Pos | Equip      | PJ | PG | PE | PP | GF | GC | DG | Pts | Classificació           |
| --- | ---------- | -- | -- | -- | -- | -- | -- | -- | --- | ----------------------- |
| 1   | Brasil     | 3  | 2  | 1  | 0  | 8  | 2  | +6 | 5   | Avança a la segona fase |
| 2   | Iugoslàvia | 3  | 2  | 0  | 1  | 7  | 3  | +4 | 4   |                         |
| 3   | Suïssa     | 3  | 1  | 1  | 1  | 4  | 6  | −2 | 3   |                         |
| 4   | Mèxic      | 3  | 0  | 0  | 3  | 2  | 10 | −8 | 0   |                         |

## Partits

### Brasil vs. Mèxic
| Brasil                                    | 4–0     | Mèxic |
| ----------------------------------------- | ------- | ----- |
| Ademir 30', 79' · Jair 65' · Baltazar 71' | Informe |       |

### Iugoslàvia vs. Suïssa
| Iugoslàvia                               | 3–0     | Suïssa |
| ---------------------------------------- | ------- | ------ |
| Mitić 59' · Tomašević 70' · Ognjanov 75' | Informe |        |

### Brasil vs. Suïssa
| Brasil                    | 2–2     | Suïssa          |
| ------------------------- | ------- | --------------- |
| Alfredo 3' · Baltazar 32' | Informe | Fatton 17', 88' |

### Iugoslàvia vs. Mèxic
| Iugoslàvia                                        | 4–1     | Mèxic          |
| ------------------------------------------------- | ------- | -------------- |
| Bobek 19' · Ž. Čajkovski 22', 62' · Tomašević 81' | Informe | Ortiz 89' (p.) |

### Brasil vs. Iugoslàvia
| Brasil                  | 2–0     | Iugoslàvia |
| ----------------------- | ------- | ---------- |
| Ademir 4' · Zizinho 69' | Informe |            |

### Suïssa vs. Mèxic
| Suïssa                  | 2–1     | Mèxic       |
| ----------------------- | ------- | ----------- |
| Bader 10' · Antenen 44' | Informe | Casarín 89' |